# Trivium (utbildning)
Trivium, latin, betyder i grunden en plats, där tre vägar möts (av ordstammen tri, tre, och via, väg). 

## Bakgrund
Ordet har sedan antikens Rom använts, i överförd bemärkelse, om tre kunskapsarter, som lades till grund för undervisningen, i det att dessa betraktades som tre till ett gemensamt mål ledande vägar, liksom de fyra kunskapsarter som lärdes ut vid högre undervisning erhöll benämningen quadrivium (där fyra vägar möts). Tillsammans bildade dessa två grupper vad medeltiden kallade "de sju fria konsterna" (jämför de fria konsterna). Hos romarna blev grammatik, retorik och dialektik ("trivium") grundläggande, och detta tretal gav senare namn till trivialskolan.
De fyra vetenskaper som bildade "quadrivium" är, såvitt det är känt, först uppfattade som ett helt av nyplatonikern Iamblichos, vilken som undervisningsämnen uppställde aritmetik, geometri, musik och sfärik (läran om klotet, det vill säga astronomi). Dessa två ämnesgrupper blev under 400-talet sammanställda av Martianus Capella från norra Afrika i ett encyklopediskt verk, vilket länge under medeltiden stod högt i anseende som skolbok. En annan för medeltidens undervisningsväsen viktig sammanfattning av samma sju vetenskaper gjordes av den något senare Cassiodorus. Hos dennes samtida, Boethius, påträffar man, så vitt är känt, för första gången benämningen "quadrivium". 
Den här ovan som "trivium" betecknade sammanställningen iakttogs inte alltid i medeltidens skolor, utan som trivium räknades ibland latin, räknekonst och sång.